# Adam Frederik Lützow
Adam Frederik Lützov (26. juni 1702 på Fyn – 30. maj 1758 nær Malta) var dansk søofficer.
Han var søn af major Johan Christopher Lützow og født 17. juni 1702, gjorde i 6 år tjeneste som page hos Dronning Louise, blev 1720 søkadet og året efter sekondløjtnant, premierløjtnant 1731, kaptajnløjtnant 1732, kaptajn 1739, kommandørkaptajn 1746 og kommandør 1753. 1731-32 foretog han sammen med daværende løjtnant Frederik Wegersløff og Frederik Ludvig Norden en studierejse til England. 1734 blev han tillige med kaptajn Frederik Christopher Lütken og flere medlem af den undersøgelseskommission, der nedsattes over fabrikmester Benstrup i anledning af orlogsskibene Christianus Sixtus og Sophie Hedevigs bygning. I denne kommission tog Lützow og Lütken varmt Benstrups parti og forsvarede ham i et møde så ivrigt, at de derved pådrog sig kongens vrede, men Lützow slap dog med en streng irettesættelse. Han synes dog senere at være blevet forsonet med Frederik Danneskiold-Samsøe, al den stund han 1740 foretog en studierejse til England med denne. 1743 blev Lützow gift med Sara Suckow (1719-1791).
1735-46 havde han nogle chefskommandoer og benyttedes tillige som medlem i adskillige vigtige kommissioner. 1751 blev han fast medlem af Konstruktionskommissionen, 1752 chef for Kadetkompagniet. Det følgende år sendtes han til Marokko med 4 fregatter for at befri oberstløjtnant Longueville, der på den danske regerings vegne havde sluttet en overenskomst med den marokkanske Regering, men var blevet arresteret af denne, og for at bringe en ny handelstraktat i stand. Efter endt hverv, men med tabet af en Fregat, der sprang i luften på Saffias Red, vendte han 1754 tilbage. 1757 førte han orlogsskibet «Island» på togt til Konstantinopel, men døde på tilbagerejsen på Malta 30. maj 1758.
I 1757 blev Lützov sendt til Middelhavet som chef for to dansk-norske orlogsskibe. Under togtet udbrød der på begge skibe en smitsom "feber" som bortrev adskillige blandt mandskab og officerer, deriblandt Lützov. Han blev begravet på Malta, på den såkaldte karantæneø (i dag Manoel Island). Et epitafium med en latinsk indskrift blev senere opsat over graven. Det er for længst forsvundet, og ordlyden er kendt alene takket være Peder Pavels, som i 1796 afskrev den i sin dagbog.
Lützow var en kundskabsrig og dygtig officer med en ædel og frimodig karakter.